# Ōkawa (Kōchi)
Ōkawa (大川村, Ōkawa-mura) est un village du district de Tosa, dans la préfecture de Kōchi au Japon.

## Géographie
Le village d'Ōkawa est situé dans le nord de la préfecture d'Ehime. Dans sa partie sud, il est traversé d'ouest en est par le fleuve Yoshino dont le cours débouche dans le canal de Kii, dans la préfecture de Tokushima.

### Démographie
Au 1er février 2016, la population d'Ōkawa s'élevait à 402 habitants répartis sur une superficie de 95,27 km2.
Le nombre d'habitants de cette communauté rurale diminue irrésistiblement depuis les années 1960. De 4 114 en 1960, il passe à 906 en 1980 puis 569 en 2000. Du milieu des années 1960 (3 212 habitants en 1965) à la fin des années 1970 (933 habitants en 1975), la fermeture de la mine de cuivre de Shirataki et le déplacement de population induit par la création du barrage de Sameura (travaux réalisés de 1963 à 1975) ont fortement contribué au déclin démographique du village.

### Municipalités voisines
| Niihama* | Niihama*                   | Shikokuchuo* |
| Ino      | Ōkawa(*préfecture d'Ehime) | Tosa         |
| Tosa     | Tosa                       | Tosa         |

### Climat
Le climat du village d'Ōkawa est du type tempéré froid. La température annuelle moyenne est d'environ 8,9 °C et les précipitations annuelles sont de 2 351 mm. L'hiver, le mercure peut descendre jusqu'à −6 °C et grimper jusqu'à 23 °C en été.

## Économie
En 1995, 31 % (51 % en 1975) des personnes ayant un emploi travaillaient dans le secteur primaire (agriculture et sylviculture), 19 % dans le secteur secondaire (construction et industrie manufacturière) et 50 % dans le secteur tertiaire (commerce, services et administration).
Dans les années 2010, les secteurs secondaire et tertiaire représentent plus de 85 % du revenu économique du village d'Ōkawa.

## Symboles municipaux
L'arbre symbole de la municipalité d'Ōkawa est le pin, sa fleur symbole est la fleur des rhododendrons arbustifs appartenant au sous-genre Hymenanthes et son oiseau symbole la bouscarle chanteuse.

## Municipalités jumelées
Le village d'Okawa est jumelé avec les municipalités suivantes :
- Pordenone (Italie) depuis le 19 septembre 1987.